# IEEE 802.11s
IEEE 802.11s는 무선 장치가 메시 네트워크(정적 토폴로지 및 애드혹 네트워크에 사용될 수 있음.)를 생성하여 연결할 수 있는 메시 네트워크를 위한 IEEE 802.11의 수정판이다.

## 같이 보기
- 무선 메시 네트워크
- 무선 애드혹 네트워크
- 모바일 애드혹 네트워크